# Health&Help
Health & Help — международная независимая некоммерческая организация по оказанию гуманитарной медицинской помощи в развивающихся странах.
Организация открывает клиники в странах Центральной Америки со слабой, неразвитой инфраструктурой, а также при отсутствии или крайне слабом развитии медицинской помощи (не хватает медперсонала, оборудования, медикаментов и т. д.). Там, где местное население живет за чертой бедности.
Проект был основан в 2015 году Викторией Валиковой, врачом инфекционистом из Уфы (Россия), которая работает в Центральной Америке с 2014 года, и Кариной Башаровой, исполнительным директором проекта. Строительство первой клиники началось в 2016 году, а ее двери открылись в начале 2017 года.
На данный момент клиники базируются в деревнях Центральной Америки, в которых отсутствует какая-либо медицинская помощь: Гватемале и Никарагуа
Персонал Health & Help включает в себя добровольцев со всего мира: медицинских работников, фотографов, администраторов, помощников, строителей и т. д., а также онлайн-волонтеров.

## История создания проекта

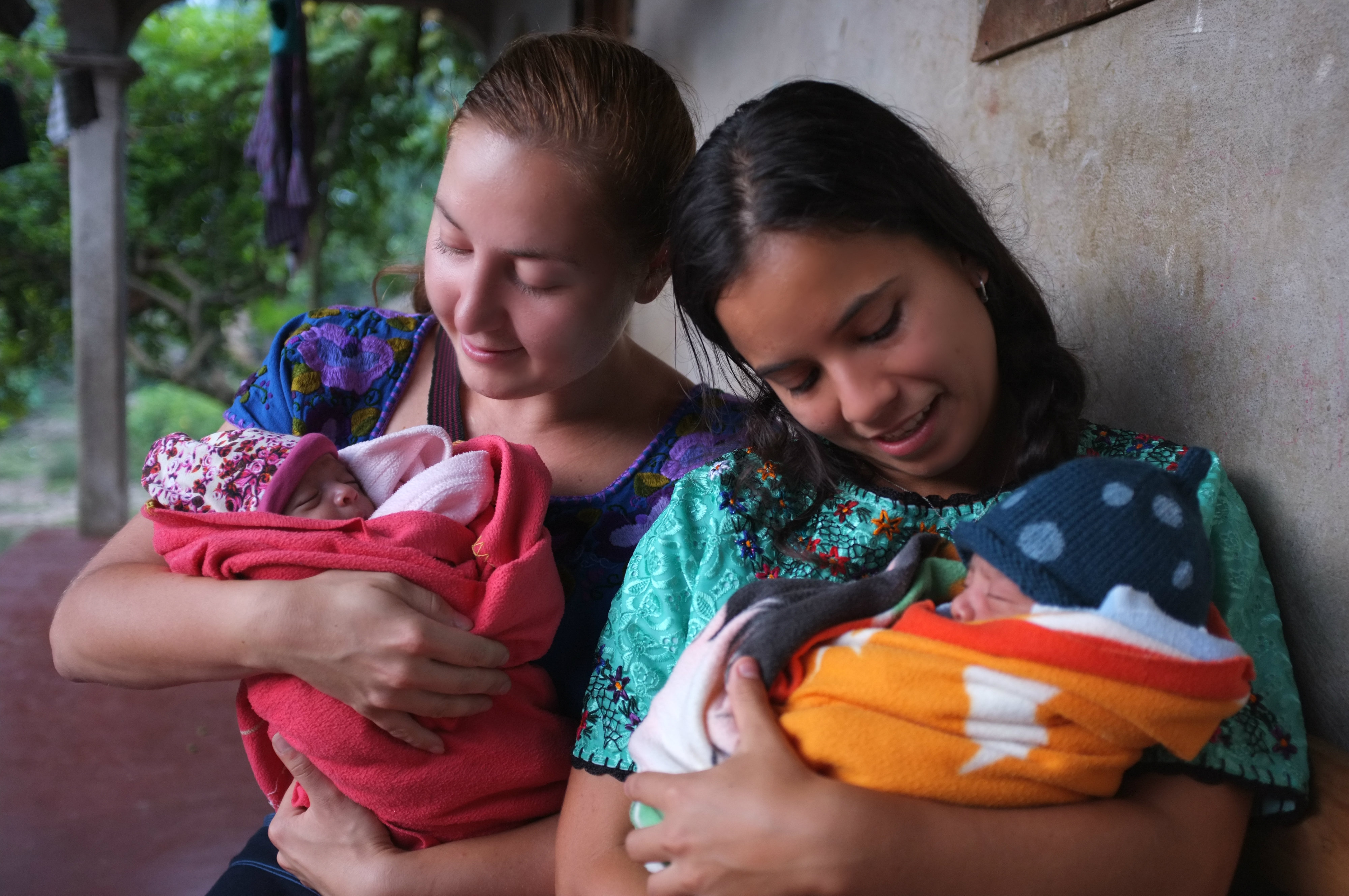
Виктория Валикова, Гватемала

В 2014 году основатель проекта Виктория Валикова окончила учебу в Институте тропической медицины в Антверпене (Бельгия) по специальности «Тропическая медицина и организация здравоохранения в странах с ограниченными ресурсами».
Из списка мест для дальнейшей работы волонтером, где больше всего нужны врачи и медсестры, Виктория Валикова выбрала Гватемалу. Данный выбор был основан на показателях подавляющей бедности и отсутствия медицинских услуг. В сельской местности нет поликлиник или амбулаторий, куда могут обратиться за помощью жители. Ближайшие пункты медицинской помощи обычно находятся в 20-30 км от деревни, в крупных городах. Кроме того, нет городского транспорта, чтобы доставить людей в город для обращения за помощью.
Широко распространена традиционная медицина: как правило, местные жители обращаются к целителям и повитухам, что влечет за собой ухудшение ситуации вплоть до летального исхода.
Свою первую миссию в Гватемале Виктория не смогла закончить из-за военного конфликта, но продолжила работать волонтером в Гондурасе, помогала ликвидировать вспышки холеры на Гаити. Уже тогда Виктория решила открыть собственную благотворительную некоммерческую организацию.

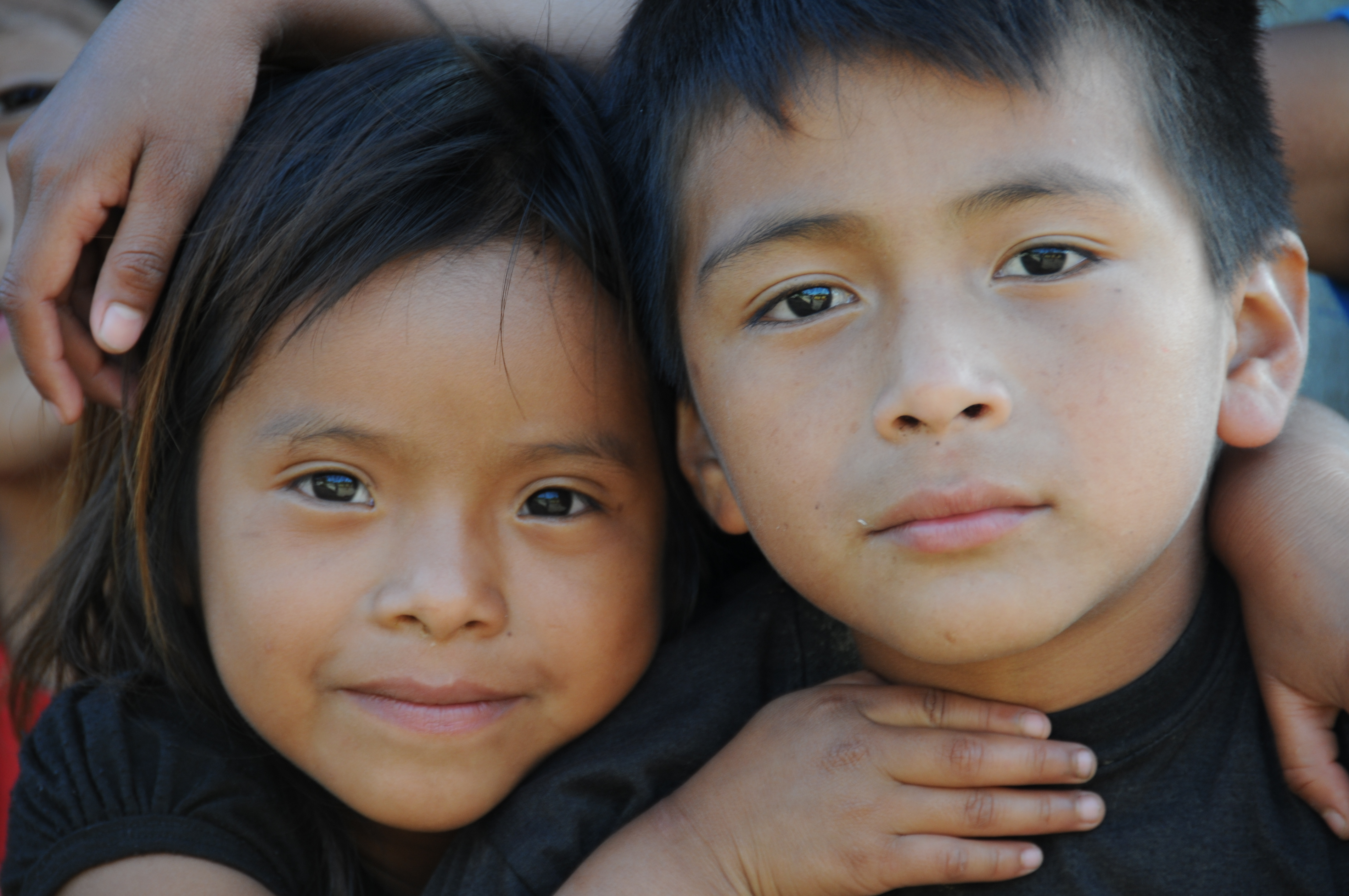
Местные дети, Гватемала

Вернувшись в Россию, Виктория Валикова приступила к работе над проектом и искала единомышленником. В Уфе она познакомилась с Кариной Башаровой, которая стала генеральным директором и движущей силой Health&Help. Вместе они разработали идею создания клиники, нашли волонтеров в социальных сетях и собрали деньги на краудфандинговых платформах Boomstarter и Generosity. Первая клиника открыла свои двери в небольшой деревне в Гватемале.
Проект поддержали: Рустэм Хамитов, Артемий Лебедев, компания Cemento Progreso, ECA Guatemala и многие другие.
В первые же годы деятельность и география организации стали расширяться. На осень 2019 года запланировано открытие второй клиники Health&Help в Никарагуа.

## Клиника в Гватемале

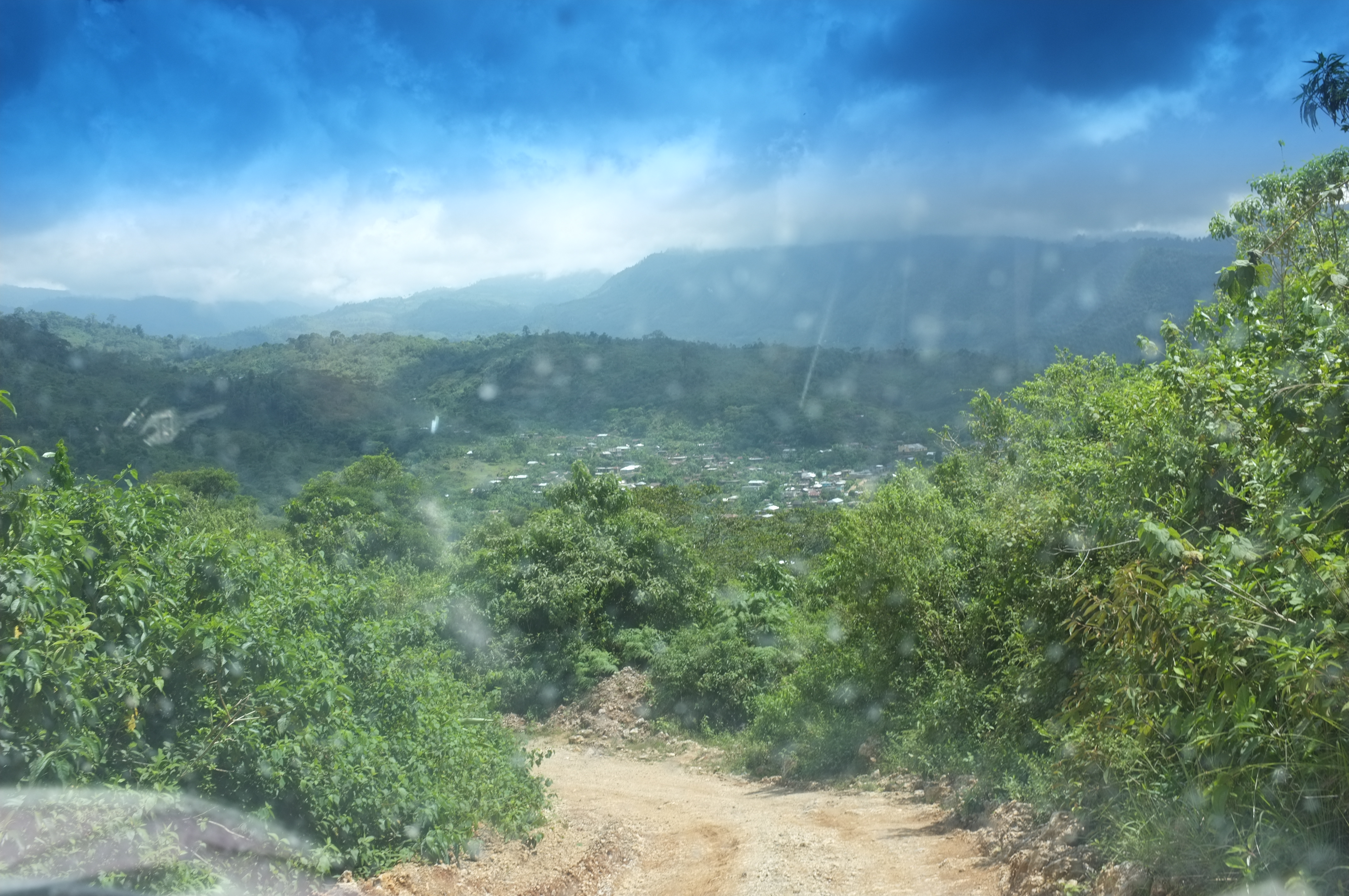
Местность у клиники в Гватемале

Первоначально строительство клиники планировалось в поселке Сентинела (население — 2 500 человек). Он находится в одном из горных районов Гватемалы, далеко от центральных городов. Но в марте 2016 года планы изменились в связи с чередой вооруженных конфликтов из-за дележки земель в Сентинеле. Было решено перенести строительство в деревню Хутаках (население — 8000 человек), где медицинская помощь была также недоступна из-за большого расстояния до ближайшей больницы и плохих дорог. Однако, из-за коррупции со стороны местной администрации пришлось во второй раз изменить место строительства. Место для клиники вновь искали в наиболее нуждающихся районах. В итоге была выбрана деревня Чуинахтахуюп в департаменте Тотоникапан. В этом регионе клиника обслуживает 20 тысяч местных жителей.
План клиники Health&Help разработали архитекторы Михаила и Елизавета Шишины, которые ранее построили школу в Непале. В июне 2016 года начался процесс строительства, и более 35 волонтеров со всего мира пришли на помощь организации. Кроме того, в строительстве участвовали и местные жители. В это время врачи также начали свою деятельность. Они осматривали пациентов в маленькой комнате в местной школе, и уход за пациентами предоставлялся постоянно, несмотря на нехватку места и нехватку ресурсов. Строительство было завершено 24 февраля 2017 года, и клиника сразу открыла свои двери для пациентов.
Сегодня Health&Help в Гватемале работает 24/7 для чрезвычайных ситуациях. Ежедневно с 8:00 до 16:00 ведется обычный прием, в субботу с 8:00 до 12:00, воскресенье — выходной. Персонал принимает от 40 до 70 пациентов в день, обеспечивая профилактическую помощь.

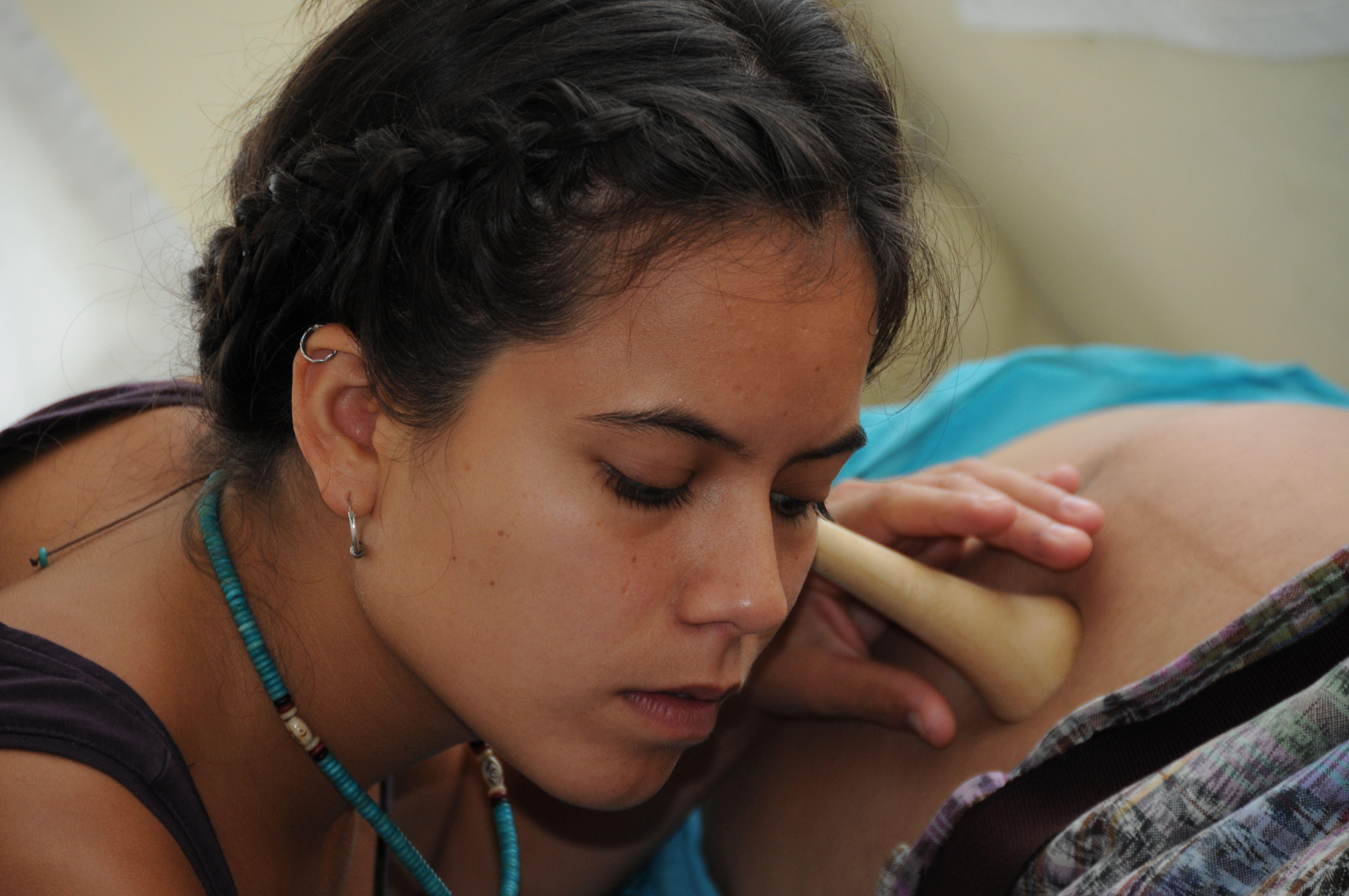
Плановый осмотр беременной женщины, Гватемала

Волонтеры проводят консультации (педиатрия, терапия, гинекология), выдают лекарства, проводят амбулаторные хирургические операции (под местной анестезией), и акушерские манипуляции (ведение беременности и роды), ведут несколько программ по голодающим детям, контрацепции, диабету 1-го типа и ведение беременности, также ведут профилактические и обучающие лекции по гигиене и основам правильного питания.
В июне 2018 произошло извержение вулкана Фуего, волонтеры клиники Health&Help во главе с Викторией Валиковой выехали к месту происшествия, чтобы организовать медицинскую бригаду для пострадавших.

## Клиника в Никарагуа
Строительство второй клиники начато осенью 2018 года в рыбацкой деревни Лас Сальвияс, Никарагуа.
План клиники также разработали архитекторы Михаил и Елизавета Шишины. В данном регионе высок риск заболевания малярией, поэтому клиника будет снабжена лабораторией по выявлению этого заболевания.
Строительство планируется закончить осенью 2019 года.

## Принципы работы

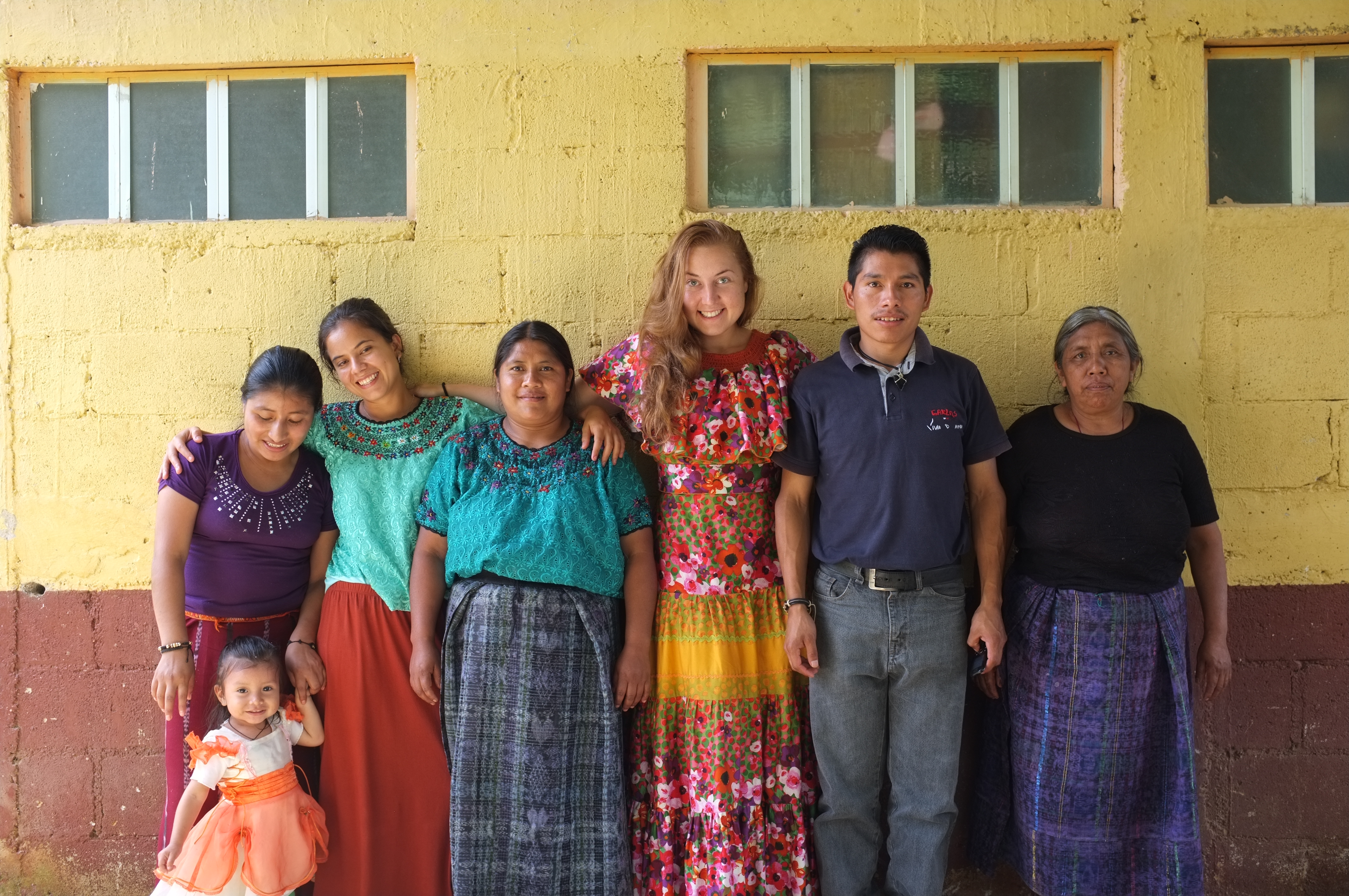
Виктория Валикова и местные жители, Гватемала

- Health & Help помогает людям вне зависимости от их цвета кожи, пола, национальности, религии и возможности заплатить за лечение.
- Организация работает за счет сил и средств волонтеров и частных спонсоров; проект не финансируется политическими, религиозными или другими организациями и не получает поддержки от правительства.
- Health & Help строит клиники в местах с ограниченными ресурсами, где местные жители не имеют своевременного доступа к базовой медицинской помощи.
- Медицинский персонал клиники и волонтеры, которые помогают проекту удаленно, работают на добровольных началах.

Одной из задач проекта является создание и поддержание постоянных отношений между персоналом и местным населением, а также содействие развитию рабочих мест, занимаемых местными жителями.

## Программы в Гватемале

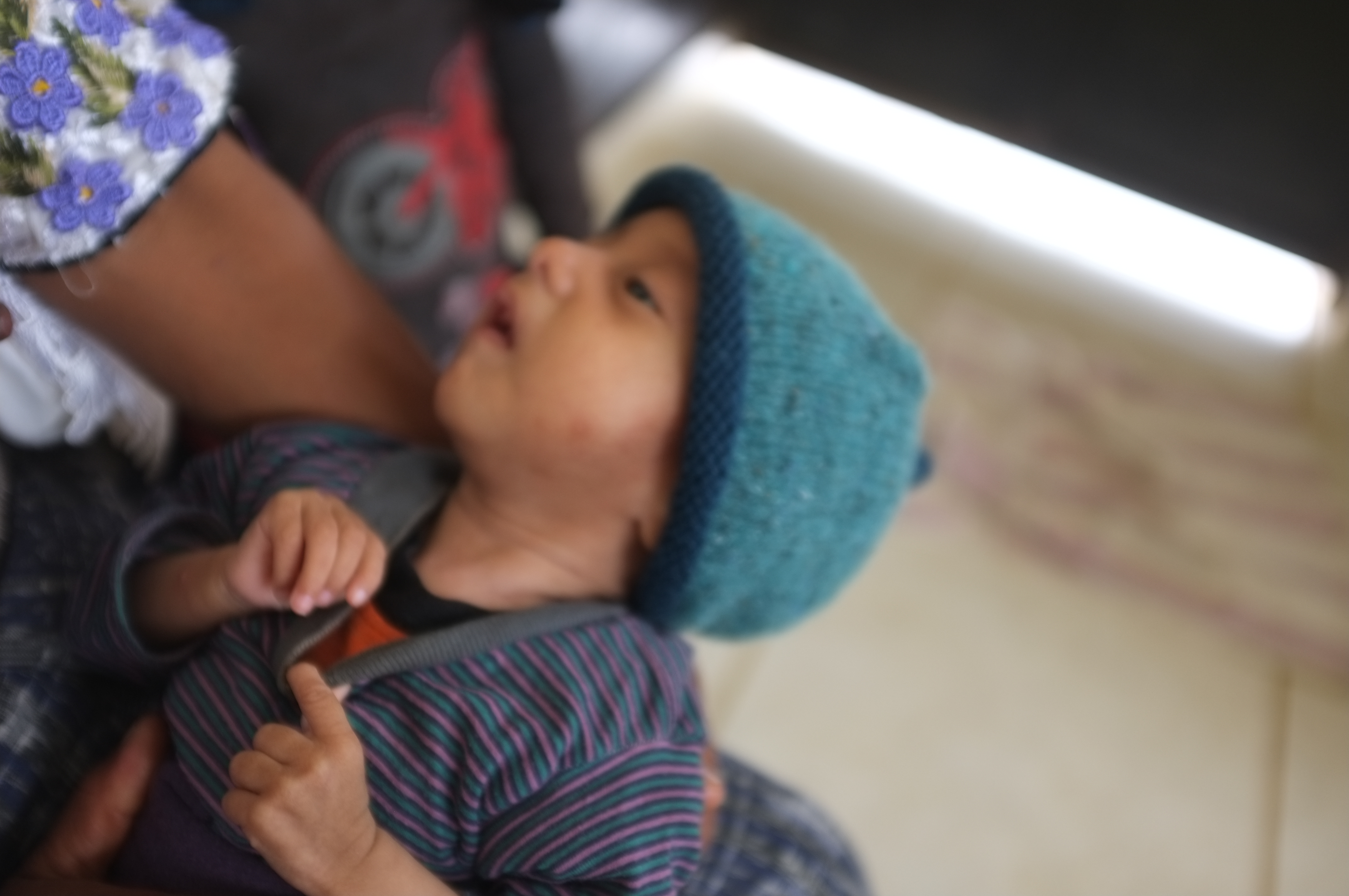
Пациент клиники, Гватемала

### Помощь голодающим детям
Показатель хронически голодающих детей в Гватемале — один из самых высоких в мире (56,9 %, дети младше 5 лет, в сельских районах). Сотрудничая с министерством здравоохранения, Health & Help профилактически измеряет вес и рост всех детей в возрасте до пяти лет и проводит обучающие занятия с их семьями. Проект предоставляет пациентам терапевтическое питание, витамины и противопаразитарные препараты, постоянно контролируя состояние детей во время реабилитационной программы. Всех критически маловесных детей врачи наблюдают в стационаре клиники. Ни один больной ребенок не остается без лечения.

### Обучение контрацепции
В Гватемале девушки выходит замуж, начиная с 12 лет и рожают, в среднем, 7 детей за свою жизнь. По данным опроса пациенток клиники, более 90 процентов не хотело бы иметь такое количество детей. Волонтеры Health & Help проводят обучающие лекции и рассказывают о достоинствах различных видов контрацептивов, большинство из которых длительного действия (5-10 лет).

### Ведение беременности

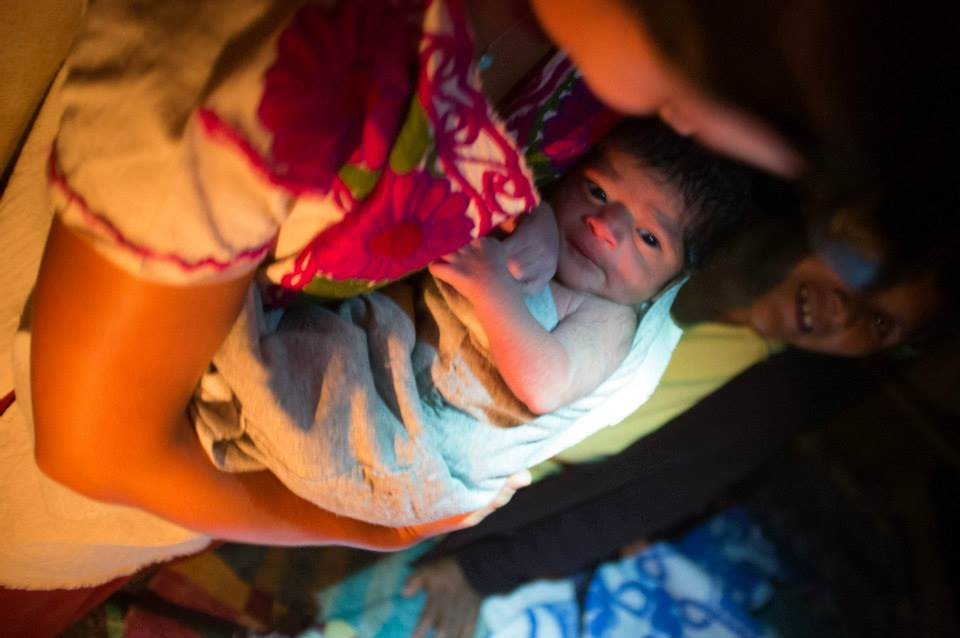
Пациенты клиники, Гватемала

Большинство женщин в Гватемале узнают, что они беременны только во втором триместре. Это опасно не только для матери, но и для ребенка: ведь все это время мама не получала необходимый уход, витамины, минералы, а, возможно, даже принимала опасные лекарства. Гватемала также печально известна своими высокими показателями смертности во время беременности и родов — 3,4 %.
Health & Help борется за то, чтобы женщины раньше вставали на учет по беременности, и тщательно заботится о здоровье будущей мамы и малыша.

### Лечение и профилактика диабета
Огромное количество людей в Гватемале больны диабетом первого типа. 5 % всех смертей в Гватемале — это смерть в результате диабета, генетического заболевания, никак не связанного с пищевыми привычками. Государственная система не может самостоятельно справиться с большим количеством пациентов, поэтому ежедневно клиника принимает людей с инсулин-зависимым диабетом, помогая им преодолеть болезнь. Для помощи в стабилизации их состояния и их реабилитации была создана школа диабета.